# Gerlinde Püttmann
Gerlinde Püttmann (* 29. November 1950) ist eine ehemalige deutsche Marathonläuferin.
Bei den Deutschen Marathon-Meisterschaften wurde sie 1979 Dritte und 1980 Fünfte. 1980 siegte sie außerdem beim Berlin-Marathon in 2:47:18 h.
Einem weiteren fünften Platz bei den Deutschen Marathonmeisterschaften 1981 folgte am 17. April 1982 in Nürnberg mit Rang zwei ihre beste Platzierung bei diesem Wettbewerb in ihrer persönlichen Bestzeit von 2:43:32 h.
Gerlinde Püttmann startete für das LAZ Hamm.
| Personendaten    | Personendaten             |
| ---------------- | ------------------------- |
| NAME             | Püttmann, Gerlinde        |
| KURZBESCHREIBUNG | deutsche Marathonläuferin |
| GEBURTSDATUM     | 29. November 1950         |